# Heldenhuldezerkje
Un heldenhuldezerkje (en néerlandais, traduit littéralement par Pierre tombale d'hommage au héros) est une pierre tombale pour les victimes flamandes de la Première Guerre mondiale. Le modèle fut dessiné par le soldat peintre et dessinateur Joe English. C'est un symbole du mouvement nationaliste flamand. Ces pierres ont une forme de croix celtique dans laquelle est placée l'inscription AVV-VVK, et en dessous le dessin d'une mouette volante renvoyant à l'hymne estudiantine flamingante De Blauwvoet (littéralement Le pied bleu) écrite par Albrecht Rodenbach.
À partir d'août 1916, ces pierres tombales furent placées sur les tombes des étudiants flamands et amis à la place des croix en bois standards des soldats belges tombés au combat, et ce par le Comité flamand d'hommage aux héros. Ces pierres furent installées à la demande et à la charge des camarades des victimes. Ce symbole flamand fut parfois responsable de troubles. Dans le cimetière militaire belge d'Oeren, la nuit du 9 au 10 février 1918, les lettres AVV-VVK de 38 pierres furent effacées par recouvrement avec du ciment. La réaction ne se fit pas attendre car rapidement, les lettres réapparurent mais en peinture noire. Plus de 800 pierres furent ainsi érigées.
En 1920, une pierre tombale belge officielle pour les cimetières militaires fut dessinée par l'architecte bruxellois Simons à la demande du Ministère de la Défense nationale. Elles remplacèrent les diverses croix de bois ainsi que la plupart des pierres tombales flamandes au milieu des années 1920. Au cimetière militaire belge d'Adinkerke, celles-ci furent concassées et servirent notamment à la construction d'une voie d'accès. Le comité du pèlerinage de l'Yser a voulu rassembler les pierres restantes à Kaaskerke sur l'Yser près de Dixmude, mais cela ne se réalisa pas. Néanmoins, 9 pierres furent déposées dans la crypte de la tour de l'Yser. Il subsiste encore actuellement une dizaine de pierres dans divers cimetières militaires. Après le dynamitage de la première tour de l'Yser en mars 1946 et sa reconstruction un peu plus loin, les ruines de la crypte furent restaurées et un monument en forme de cette pierre tombale fut construit par-dessus.
Outre les cimetières militaires, quelques cimetières civils accueillent des monuments fondés sur la forme de ces pierres.
En 1976, un monument commémoratif dédié à Joe English en forme de heldenhuldezerkje fut édifié à Vinkem à l'initiative du Vlaamse Toeristenbond-Vlaamse Automobilistenbond (VTB-VAB).

## Galerie

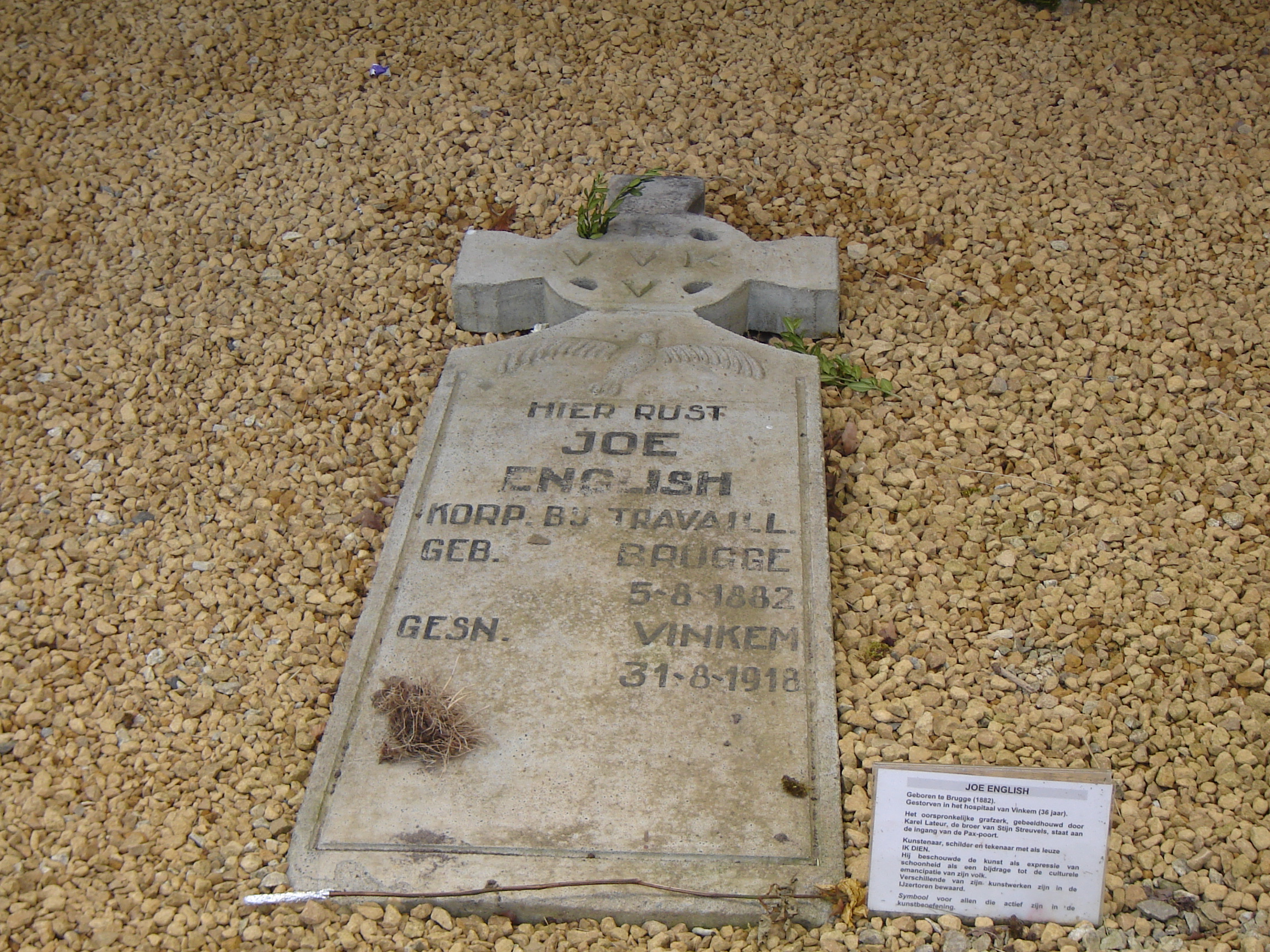
Tombe de Joe English dans la tour de l'Yser.
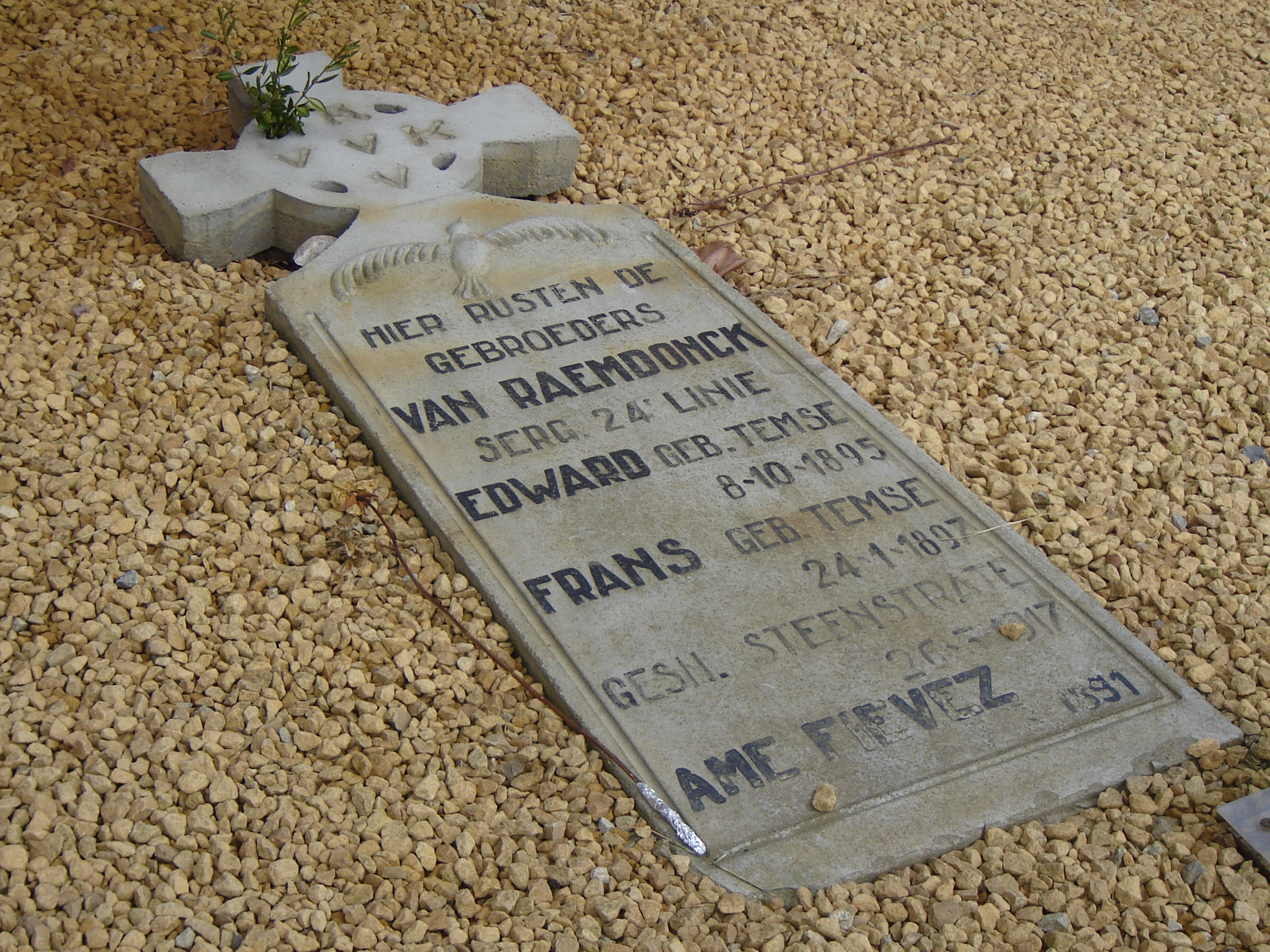
Tombe des frères Van Raemdonck et d'Amé Fievez.
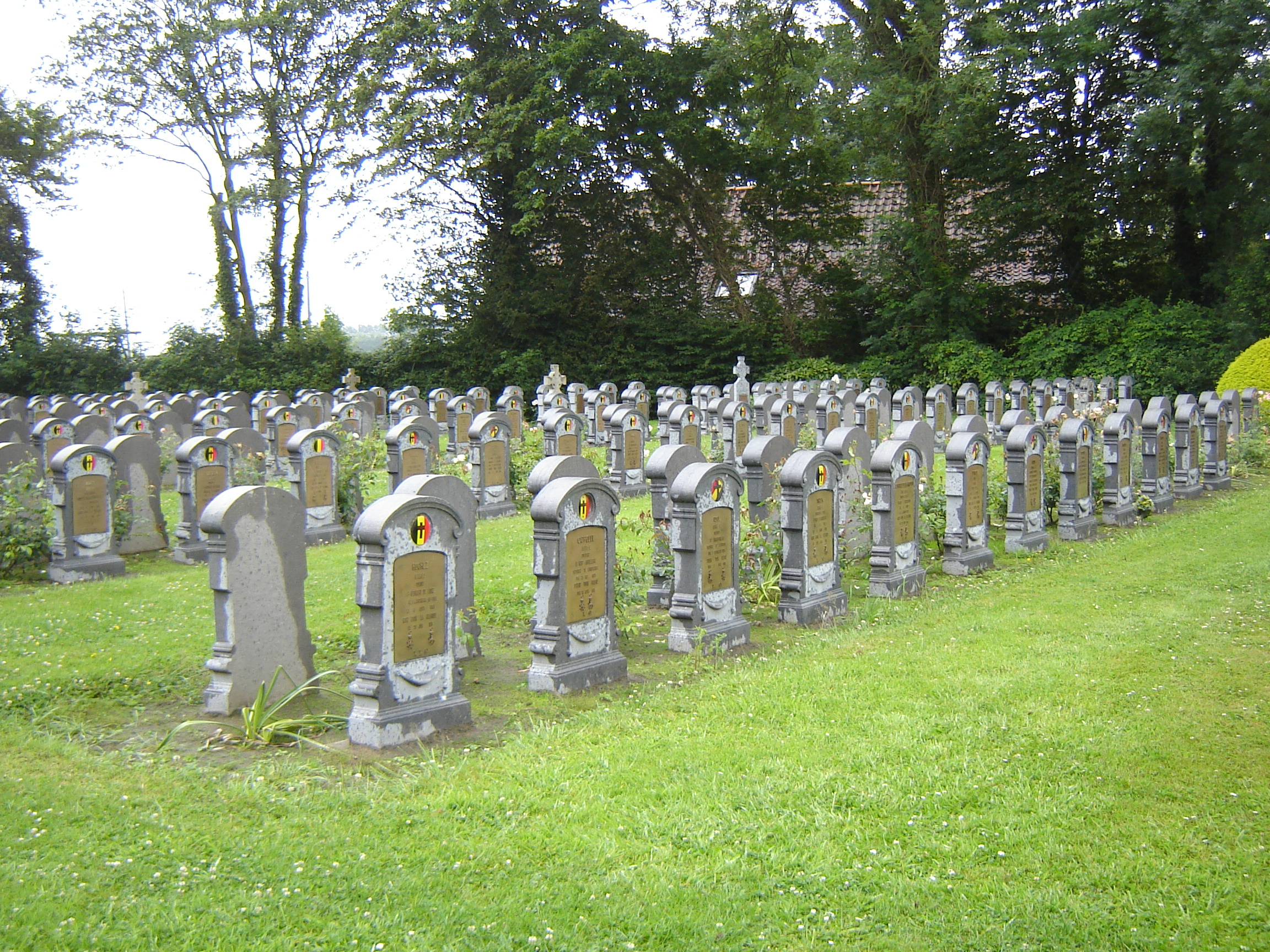
Cimetière militaire belge d'Oeren.
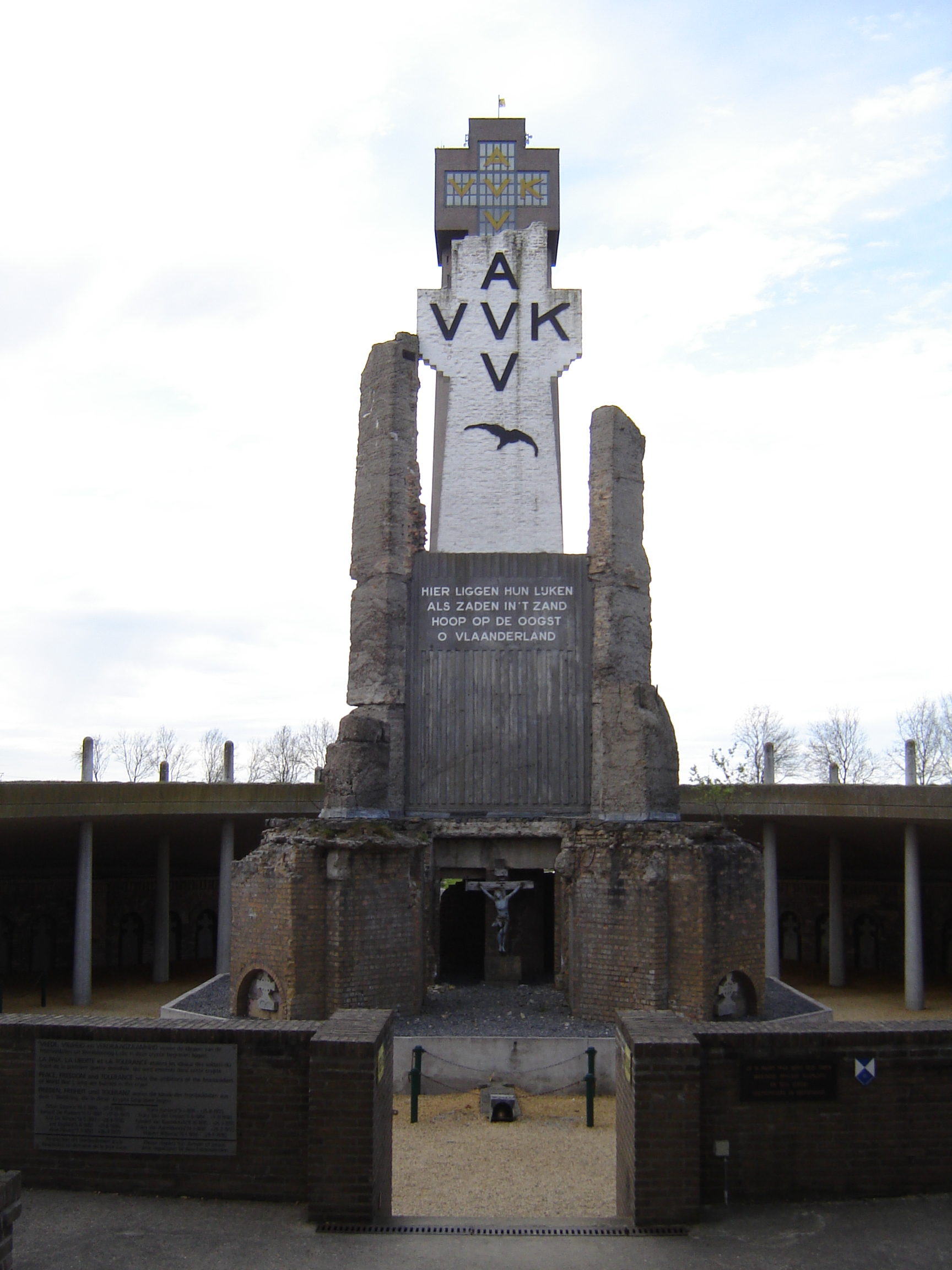
Monument surmontant la crypte de la tour de l'Yser.

## Sources
- (nl) Cet article est partiellement ou en totalité issu de l’article de Wikipédia en néerlandais intitulé « Heldenhuldezerkje » (voir la liste des auteurs).